# درموفيس دونالد ترامبي
درموفيس دونالد ترمبي أو ثعبان جلدي دونالد ترمبي (بالإنجليزية: Dermophis donaldtrumpi) هو نوع جديد مُقترح من عديمات الأرجل، وسُميَ باسم دونالد ترمب. اكتُشف في بنما، ولكن لم يؤكد حتى الآن على أنه نوعٌ جديد، ولم ينشر الاسم رسميًا بعد.

## الوصف
يَبلغ طول هذا النوع حوالي 10 سم، وهو نوع أعمى، ولامع، وغَروي، ويُشبه دودة كبيرة، وزَلِق، ويحفر الجُحور، ويعيش حياته بالكامل تقريبًا تحت الأرض. تستطيع عيونه اكتشاف الضوء والظلام فقط، لذلك يستخدم زوجًا من المجسات بالقرب من فمه بهدف العثور على فريسته، كما يمتلكُ طبقةً إضافيةً من الجلد يُمكن لصغاره تناولها بعد تقشيرها.
وفقًا لمؤسسة راينفورست ترست، فإنَّ البرمائيات مثل الثعبان الجلدي دونالد ترمبي مُعرضةٌ بشكلٍ خاص لتأثيرات ظاهرة الاحتباس الحراري، وبالتالي فهيَ مُعرضةٌ لخطر الانقراض.

## التسمية
في كانون الأول/ديسمبر 2018، أكملت شركة راينفورست ترست مزادًا علنيًا لحقوقِ تسمية 12 نوعًا اكتُشفت حديثًا من النباتات والحيوانات في أمريكا الجنوبية، حيثُ تذهب الأموال نحو الحفاظ على مواطن هذه الأنواع. دفعت شركة مواد البناء المستدامة إنفيروبلد مبلغَ 25 ألف دولار أمريكي لحق امتلاك تسمية البرمائيات الجديدة.
قال مَالِك شركة إنفيروبلد إيدان بيل، أنهُ أطلق على هذا النوع اسم ترمب لرفع الوعي بسياسات ترمب حول تغير المناخ والخطر الذي تشكله تلك السياسات على بقاء العديد من الأنواع. وقال بيل: «إنه الاسم المثالي. يتم أخذ تسمية Caecilian (عديمات الأرجل) من الكلمة اللاتينية (caecus) والتي تعني» أعمى«، وهذا يعكس تمامًا الرؤية الإستراتيجية التي أظهرها الرئيس ترمب باستمرار تجاه تغير المناخ.» أكد بيل أيضًا وبالتوازي بين قدرة الأنواع على رؤية الضوء والظلام فقط، وبين كون ترمب «قادرًا على رؤية العالم فقط بالأبيض والأسود.» وفقًا لصحيفة واشنطن بوست، «يسلط اختيار التسمية الضوء على معدلات الشعبية المتشائمة للرئيس في جميع أنحاء العالم، وهو مصمم على التقليل من شأنه.»

### العربية
تسمية Dermophis donaldtrumpi =
- Dermophis
  - Dermo= سابقة بمعنى جلدي[10]
  - ophis= ثعبان[11]
- donaldtrumpi = دونالد ترمبي